# Vic-des-Prés
Vic-des-Prés é uma comuna francesa na região administrativa da Borgonha-Franco-Condado, no departamento de Côte-d'Or. Estende-se por uma área de 8,6 km². Em 2010 a comuna tinha 119 habitantes (densidade: 13,8 hab./km²).